# Дом-музей Джалила Мамедкулизаде (Тбилиси)
Дом-музей Джалила Мамедкулизаде — мемориальный музей азербайджанского писателя, публициста, основателя сатирического журнала «Молла Насреддин». Находится в городе Тбилиси, улица Бесики, д. 24.

## История
Открыт 11 октября 1997 года. В этом доме с 1897 по 1918 год жил и творил азербайджанский писатель Джалил Мамедкулизаде. В период с 1906 по 1911 год он издавал здесь журнал «Молла Насреддин».
Музей расположен на первом этаже двухэтажного здания, которому более 200 лет. В своё время оба этажа здания принадлежали Мамедкулизаде. После советизации Грузии в здании поселились жильцы, в качестве дома-музея была сохранена лишь двухкомнатная квартира на первом этаже.
Попечителем музея является председатель Совета аксакалов азербайджанцев Грузии Исак Новрузов.

## Экспозиция
В музее хранятся документы и фотоматериалы, отражающие деятельность писателя в Тбилиси, афиши художественных фильмов, снятых по его произведениям, копии журнала «Молла Насреддин». Типография «Гейрат», в которой печатался журнал, располагался в подвале этого же дома.

## Реставрация
Музей находится в аварийном состоянии. В феврале 2024 года начата реставрация музея.